# 基里尔 (东罗马帝国传教士)
基里尔（希臘語：Κύριλλος），也译作西里尔、济利禄、西瑞爾，826年或827年生于东罗马帝国的萨洛尼卡（位于现在的希腊），原名为“康斯坦丁”，基里爾是他在罗马出家为僧时所取的法号。他同时被天主教会和东正教会封为圣人，被称为“圣基里爾”。他和他的兄長美多德对大摩拉维亚和潘诺尼亚的斯拉夫人进行过传教活动。他们的传教活动大大影响了斯拉夫人的文明进程，这使他们获得了“斯拉夫人的传教士”之称号。 他们兄弟俩发明了格拉哥里字母，这是首种用来记录古教会斯拉夫语的字母。 在他们死后，其学生继续进行对斯拉夫人的传教工作。兄弟二人都被东正教会授予「等同使徒」的头衔。1880年，天主教教皇利奥十三世在天主教將他们的慶日加到天主教的禮儀曆中。1980年，天主教教宗若望·保祿二世宣布他们与诺尔恰的圣本笃同為欧洲的主保圣人。

## 生平

### 早期生活
基里爾在西元826年或827年生于东罗马帝国的萨洛尼卡。据《基里爾的生平》記載，他是七兄弟中最小的。他的父亲李奥是萨洛尼卡駐軍的團長。他的母亲叫玛利亚，是一个斯拉夫人。。由于萨洛尼卡的斯拉夫人很多，基里爾从小就接触到了他们的语言，这使他能够深入了解斯拉夫人的语言特点，并对他以后创作格拉哥里字母大有帮助。
基里爾14岁的时候父亲就去世了。东罗马帝国有权势的大臣泰歐克提斯托斯成为了他的监护人，他是一个非常负责的人，与贵族巴爾達斯（米海爾三世皇帝的舅舅）一起在帝国内实施的一系列计划导致了君士坦丁堡國子監的建立，基里爾在后来在这个学校学习过。

### 在中东的传教
基里爾对阿拉伯神学的充分了解使他在阿拉伯传教时显得有底气。他被派去阿拔斯王朝用阿拉伯神学与哈里发穆塔瓦基勒讨论三位一体的原则，同时也以增进东罗马帝国与阿拉伯帝国之间的关系。据说他在传教的过程中学习了希伯来语、撒马利亚语和阿拉伯语。
之后（860年），他奉东罗马帝国皇帝米海尔三世和君士坦丁堡牧首佛提烏的命令，去到可萨汗国去阻止犹太教的扩张。但由于信奉犹太教可以免除可萨人的一些政治纠纷，可萨汗国可汗坚定地将犹太教作为国教，所以这次任务失败了。
回到君士坦丁堡之后，基里爾在國子監里当上了哲学教授，同时他的哥哥美多德当上了一个修道院的院长，成了君士坦丁堡政界与宗教界的重要人物。

### 在斯拉夫人中的传教

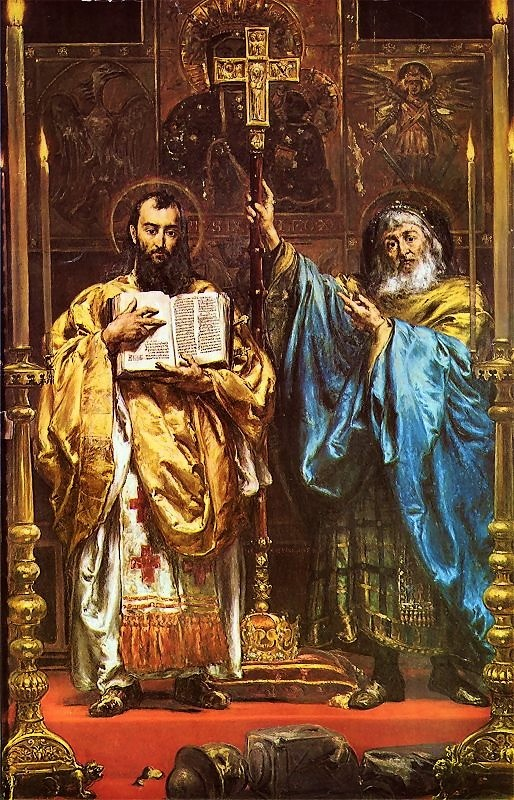
基里爾与美多德。揚·馬泰伊科于1885年作

公元862年，大摩拉维亚的君主罗斯季斯拉夫要求东罗马帝国皇帝米海尔三世和君士坦丁堡牧首佛提烏派传教士给斯拉夫人传福音。较之宗教原因，此举更具政治目的。此前，罗斯季斯拉夫在法兰克王国国王日耳曼人路易的支持下成为了摩拉维亚国王，但随后他坚定主张大摩拉维亚公国的独立地位。很多人误以为基里爾和美多德是第一批将基督教带到摩拉维亚的人，但是罗斯季斯拉夫在给东罗马帝国皇帝米海尔三世的信中明确指出他的人“已经拒绝了异教和坚持基督教的原则”。据東正教的说法，在书写此信之前，罗斯季斯拉夫就已经驱逐了罗马天主教会的传道士并且坚定地向君士坦丁堡寻求宗教和政治支持。 米海尔三世迅速选派基里爾与美多德去，并说：“你们来自萨洛尼卡, 所有的萨洛尼卡人都讲着纯正的斯拉夫语”。

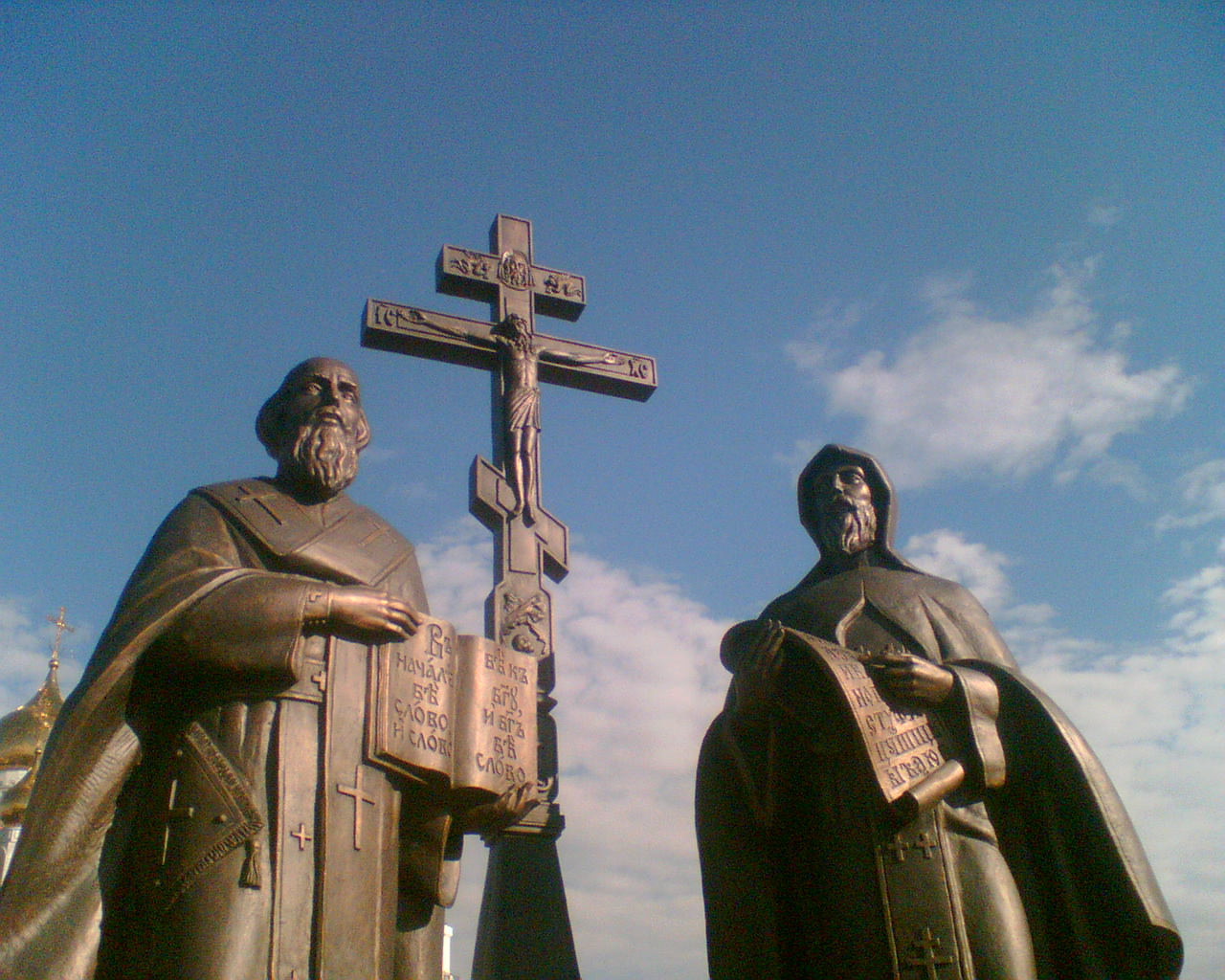
位于俄罗斯汉特-曼西斯克的基里爾与美多德雕像

为了这次传教，他们发明了格拉哥里字母，这是第一种用来给斯拉夫人书写的文字。实践表明，格拉哥里字母非常适合斯拉夫复杂的语言特征。直到今天，格拉哥里字母仍然被许多国家所采用。公元863年，美多德开始将圣经翻译成我们现在称为古教会斯拉夫语的语言，并且到摩拉维亚去推广它。如此，古教会斯拉夫语逐渐演变成了教会斯拉夫语。教会斯拉夫语现在是保加利亚东正教会、马其顿东正教会、俄罗斯东正教会、塞尔维亚东正教会与其它斯拉夫东正教教会的礼拜仪式语言。尽管他们的传教获得了巨大的成功，但是他们在斯拉夫人中推广东正教仪式的行为遭到了德国传教士的反对，这使得二者发生了冲突。他们兄弟在摩拉维亚传教的任务最重演变成了与萨尔茨堡大主教兼帕绍教区主教泰歐特馬爾的争论，后者希望能全面控制摩拉维亚，并且让摩拉维亚人只用天主教会的仪式。
除此之外，在传教的过程中他们还写成了第一部斯拉夫人的民法典。

### 去罗马的旅程

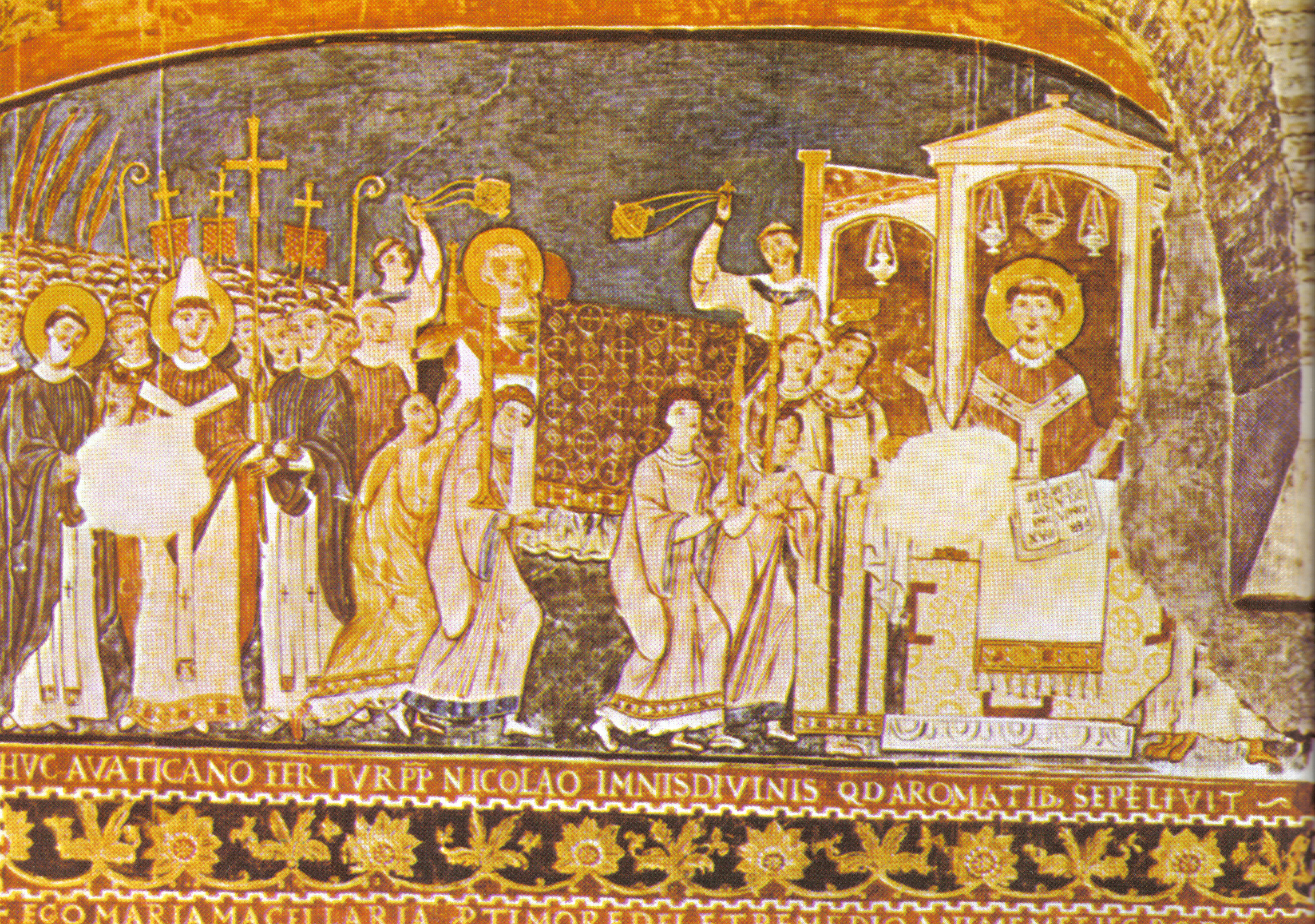
圣基里爾与圣美多德在罗马

公元867年，教皇尼古拉一世邀请基里爾与美多德去罗马。他们在旅行时带着自己的一些弟子和教宗克肋孟一世的遗骨。在经过巴拉顿公国（位于今天的捷克斯洛伐克和匈牙利）时，他们受到公国国王柯策爾的热烈欢迎。他们最后在868年到达罗马并受到了热烈欢迎，这部分是因为于他们将教宗的遗骨带到了罗马，但是更重要的是罗马教会想在与君士坦丁堡教会争夺斯拉夫人的斗争中取得胜利。兄弟俩在此受到了高度评价，他们在摩拉维亚的传教受到了教皇亚德二世的肯定，并被正式批准在斯拉夫人中推行新的圣餐仪式。他们的斯拉夫弟子的任命由两个重要的主教福慕和高德里克颁布。
在知道自己不久于人世后，基里爾穿上了修士的服装，并最终于50天后去世了（869年2月14日）。

## 发明格拉哥里字母

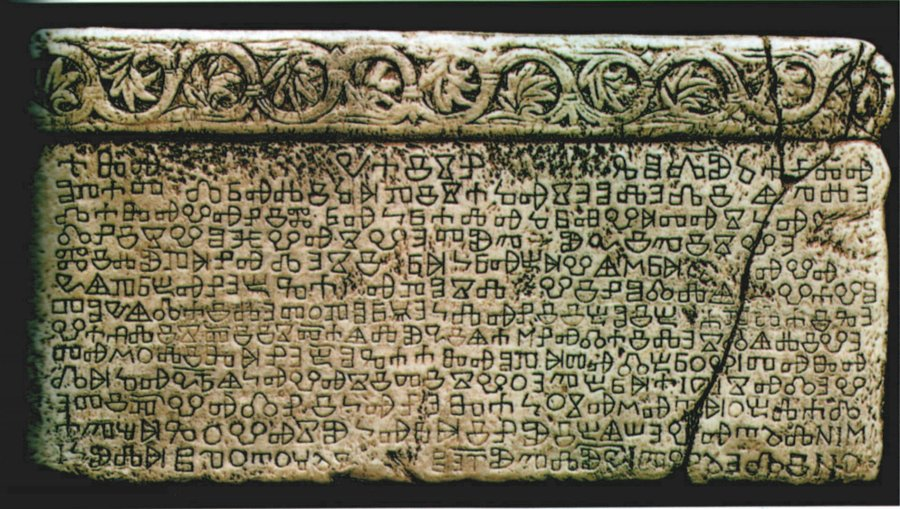
由克罗地亚出土的Baška tablet可以看出格拉哥里字母的早期形式。

基里爾与美多德以及他们的学生为了将圣经和其他一些典籍翻译成斯拉夫语，创作了格拉哥里字母。格拉哥里字母由9世纪希腊语的安色尔字体改造而来，是目前已知的最早的斯拉夫人的字母。格拉哥里字母的出现对斯拉夫人产生了巨大的影响。早期的格拉哥里字母于863年被基里爾与美多德传播到大摩拉维亚，用以记录政府文件和宗教书籍。格拉哥里字母的发明常常被误认为是基里爾一人的功劳，特别是在880年的书信“Industriae tuae”中写到格拉哥里字母是由来自“君士坦丁堡的神学家”所发明的。虽然仅凭这封信无法证明美多德没有参与发明格拉哥里字母，但是却说明了在基里爾与美多德来到摩尔维亚之前斯拉夫人没有自己的文字。

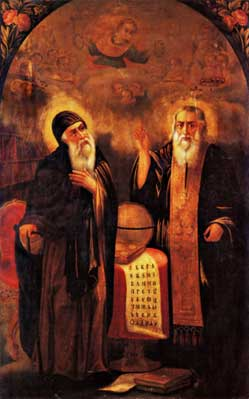
由保加利亚著名雕塑家Stanislav Dospevski创作的圣基里爾与圣美多德

必须要说明的是，基里爾字母并不是基里爾发明的。基里爾发明的是格拉哥里字母，而非基里爾字母。基里爾字母是基里爾的学生克莱门特在保加利亚第一帝国的奥赫里德人文学院对格拉哥里字母进行简化而产生的。不过也有一种说法声称，普雷斯拉夫人文学院在希腊字母和格拉哥里字母的速写形式上发明了基里爾字母。但不管怎样，两个学院的建立都是在基里爾与美多德去世之后的事了。

## 对他的纪念

### 被教会授予的头衔
在基里爾的葬礼上，就有人群在罗马的街道上要求给基里爾封圣。能够在纸上见证的他的最早头衔是1880年教皇利奥十三世在文件Grande Munus上所授予的全斯拉夫人使徒（"Apostles of the Slavs"）称号。1980年，教皇若望·保禄二世宣布他们是欧洲的主保圣人。

### 以他命名的山峰
南极洲南设得兰群岛的利文斯顿岛的圣基里爾峰是以基里爾命名的。

### 圣基里爾和圣美多德日

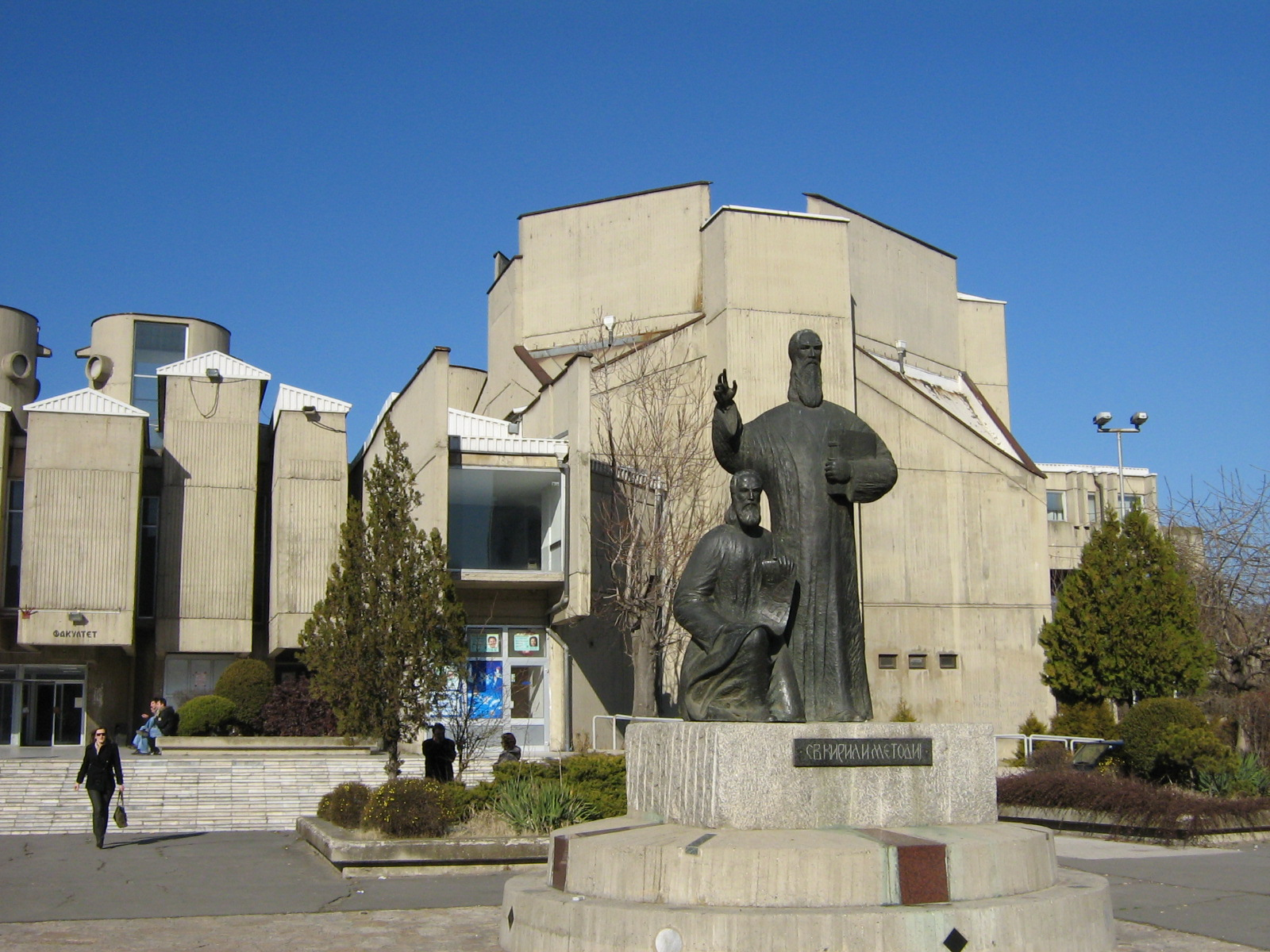
位于马其顿共和国斯科普里的圣基里爾与圣美多德雕像

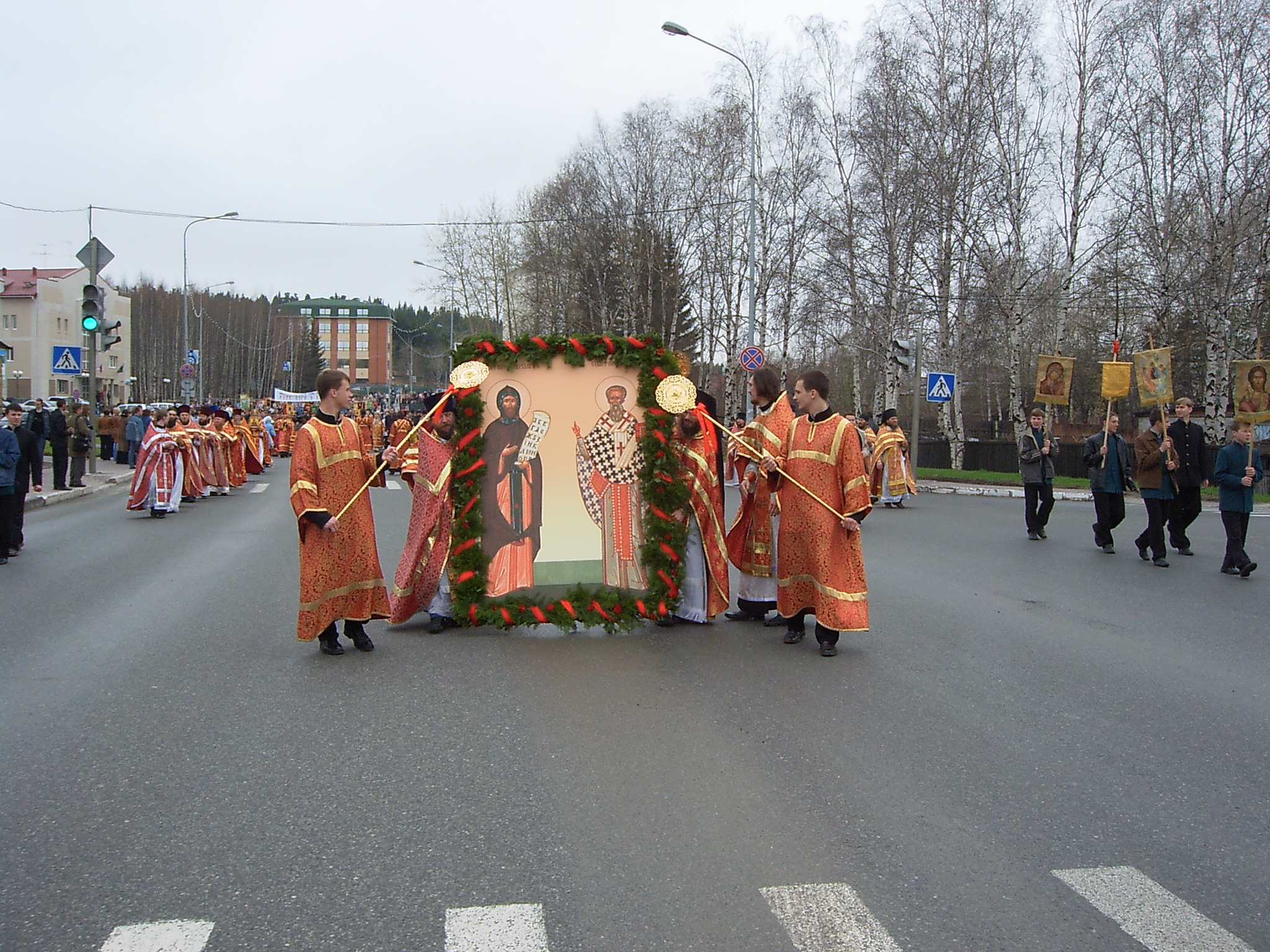
位于汉特-曼西斯克的2006年5月圣基里爾和圣美多德日的圣驾巡游活动

信奉东正教的国家一般将儒略历5月11日（公历5月24日）定为“圣基里爾和圣美多德日”，而信奉天主教的国家一般将7月5日定为“圣基里爾和圣美多德日”。
现在，“圣基里爾和圣美多德日” 作为公共节日在下列国家庆祝：
- 在俄罗斯，5月24日是“斯拉夫文学与文化节”（俄语：День славянской письменности и культуры），庆祝斯拉夫文学、文化与字母。

- 在保加利亚，人们在5月24日纪念基里爾与美多德，节日的正式名称为“保加利亚教育、文化、和斯拉夫文学日”，一个用来纪念保加利亚文化、文学、与基里爾字母的节日。它被人们称为“字母、文化和教育节”。基里爾与美多德被看成是保加利亚国家图书馆的保护人。保加利亚国家图书馆前面就有他们的纪念馆。

- 在马其顿，人们在5月24日纪念基里爾与美多德，节日的名称为“圣基里爾和圣美多德日”。

- 在捷克，7月5日是“圣基里爾和圣美多德日”（捷克語：Den slovanských věrozvěstů Cyrila a Metoděje）。

- 在斯洛伐克，7月5日是“圣基里爾和圣美多德日”。[17]